# Palisade (Nebraska)
Palisade is een plaats (village) in de Amerikaanse staat Nebraska, en valt bestuurlijk gezien onder Hayes County en Hitchcock County.

## Demografie
Bij de volkstelling in 2000 werd het aantal inwoners vastgesteld op 386.
In 2006 is het aantal inwoners door het United States Census Bureau geschat op 372, een daling van 14 (-3,6%).

## Geografie
Volgens het United States Census Bureau beslaat de plaats een oppervlakte van
0,9 km², geheel bestaande uit land. Palisade ligt op ongeveer 841 m boven zeeniveau.

## Plaatsen in de nabije omgeving
De onderstaande figuur toont nabijgelegen plaatsen in een straal van 24 km rond Palisade.